# 山口令悟
山口 令悟（やまぐち れいご、11月24日 - ）は、日本の男性声優。東京都出身。リマックス所属。旧芸名は山口 崇浩（やまぐち たかひろ）。

## 人物
趣味は踊り、子供との遊び、ゲーム。特技は後方転回、首が柔らかいこと。資格は小学・中学・高校教諭一種免許、日本漢字能力検定2級、珠算準初段、暗算1級、書道2段をそれぞれ持っている。
81プロデュース所属声優の蒔村拓哉とはアミューズメントメディア総合学院声優タレント学科の同期生。

## 出演
太字はメインキャラクター。

### テレビアニメ
2017年
- 風夏（観客）
- モンスターハンター ストーリーズ RIDE ON（モブ、村人C）
- 魔法陣グルグル（魔王歌唱）

2018年
- 斉木楠雄のΨ難（倉持先輩、塾講師）
- りゅうおうのおしごと!（雷の対戦相手の棋士）
- キリングバイツ（学生）
- citrus（男性）
- 食戟のソーマ シリーズ（2018年 - 2019年、板長、男子生徒A） - 2シリーズ
- ガンダムビルドダイバーズ（GM部下）
- 転生したらスライムだった件（2018年 - 2021年、代理人、ガビルの部下D、兵士A） - 2シリーズ

2019年
- えんどろ〜!（デスヨッチャンA）
- 魔法少女特殊戦あすか（ケイジ）
- かぐや様は告らせたい〜天才たちの恋愛頭脳戦〜（2019年 - 2020年、学生小田島、教師） - 2シリーズ
- ワンパンマン（スッポン、ムカデ後輩、モヒカン、スマイルマン、ガトリン）
- アイカツフレンズ!〜かがやきのジュエル〜（監督）
- 叛逆性ミリオンアーサー（男性、ディーラー）
- Fairy gone フェアリーゴーン（妖精技師、警備長、匪賊、リスカー部隊兵） - 2シリーズ
- 炎炎ノ消防隊（2019年 - 2020年、住民、裁判官、聖陽の影 隊員、白装束） - 2シリーズ
- 荒ぶる季節の乙女どもよ。（男子生徒、斉木、教師、杉本友達）
- 女子高生の無駄づかい（鼻丸さん / 柴崎、ゲームセンターの男2）
- 胡蝶綺 〜若き信長〜（あらくれ者）
- 戦姫絶唱シンフォギアXV（黒服B）
- あひるの空（2019年 - 2020年、ヤンキー、店員、新城部員、観客、男子生徒）
- 慎重勇者〜この勇者が俺TUEEEくせに慎重すぎる〜（町人）
- ハイスコアガールII（客G、ゲーマー3）
- バビロン（2019年 - 2020年、牧〈捜査員〉、護衛C）
- Dr.STONE（2019年 - 2025年、アカシ、大男、レナード・マクスウェル） - 3シリーズ + 特別編
- ぼくたちは勉強ができない!（裏方A）

2020年
- 異種族レビュアーズ（ザリガニ、傭兵）
- ダーウィンズゲーム（本部警察）
- ソマリと森の神様（村の老人）
- グレイプニル（男子生徒）
- ハクション大魔王2020（客、アナウンサー）
- ミュークルドリーミー（2020年 - 2021年、キャンプファイヤーマン、工場長、アメリカ人） - 2シリーズ
- モンスター娘のお医者さん（闘士A）
- とある科学の超電磁砲T（野郎）
- Re:ゼロから始める異世界生活（2020年 - 2025年、青年団、男、青年団員、村人、ダイナス） - 4シリーズ
- ダンジョンに出会いを求めるのは間違っているだろうか シリーズ（2019年 - 2020年、冒険者、住民） - 2シリーズ
- ゴールデンカムイ（おしゃべりロシア人、ウイルタの家族、兵士たち、漁師たち、看守たち 他）
- ひぐらしのなく頃に業（2020年 - 2021年、不良、ダビンチの客、アナウンス） - 2シリーズ
- BORUTO-ボルト- NARUTO NEXT GENERATIONS（山中コハン）
- 魔法科高校の劣等生 シリーズ（2020年 - 2024年、黒服、進人類フロント構成員、黒服B） - 2シリーズ

2021年
- ホリミヤ（中学生）
- 2.43 清陰高校男子バレー部（不良、はしご乗り団員）
- 無職転生 〜異世界行ったら本気だす〜（人さらいB、密輸団員C） - 2シリーズ
- はたらく細胞!!（胸腺細胞1）
- カードファイト!! ヴァンガード overDress（2021年 - 2025年、イシダ、ズワイマスク） - 6シリーズ
- 86-エイティシックス-（2021年 - 2022年、サンダース） - 2シリーズ
- 戦闘員、派遣します!（伝令）
- EDENS ZERO（2021年 - 2023年、タンチモ、ディエゴ、リザール） - 2シリーズ
- 死神坊ちゃんと黒メイド（2021年 - 2024年、フィリップのお付きB、お付きの者） - 2シリーズ
- NIGHT HEAD 2041（遊佐信二）
- SELECTION PROJECT（虎川英太〈AD A〉）
- 月とライカと吸血姫（管制官C）
- 境界戦機（オセアニア軍兵士）
- 見える子ちゃん（小さいおじさん）

2022年
- 失格紋の最強賢者（試験官B、審判、魔族B、野党B、街人 他）
- 舞妓さんちのまかないさん（教師、お客さん）
- プラチナエンド（テレビクルー）
- 現実主義勇者の王国再建記（部下）
- 薔薇王の葬列（従者B、従者、衛兵A）
- ヒーラー・ガール（市役所職員）
- 処刑少女の生きる道（騎士）
- RWBY 氷雪帝国（グリム）
- 陰の実力者になりたくて!（2022年 - 2023年、運転手、騎士、胴元、教団兵、市民）
- アイドリッシュセブン Third BEAT!（組合員B）
- VAZZROCK THE ANIMATION（真犯人）
- 後宮の烏（宦官）
- 異世界おじさん（町人）
- 農民関連のスキルばっか上げてたら何故か強くなった。（商人）
- 機動戦士ガンダム 水星の魔女（2022年 - 2023年、フォルドの夜明けクルー、ジャリル）

2023年
- シュガーアップル・フェアリーテイル（職人）
- 山田くんとLv999の恋をする（美容師、大林）
- アリス・ギア・アイギス Expansion（団子、研究員B）
- 自動販売機に生まれ変わった俺は迷宮を彷徨う（蛙人魔A、負傷者A、悪党）
- アンデッドガール・マーダーファルス（男）
- 贄姫と獣の王（盗賊A、オズマルゴ兵A）
- SYNDUALITY Noir（2023年 - 2024年） - 2シリーズ
- オーバーテイク!（カメラマン）
- アンデッドアンラック（2023年 - 2024年、オペレーター、ボウ）
- 帰還者の魔法は特別です（記者）
- 暴食のベルセルク（領民）
- ビックリメン（リーマンA）
- ポーション頼みで生き延びます!（客）

2024年
- 姫様“拷問”の時間です（兵士、村人）
- 火狩りの王（救護所内人々）
- ぶっちぎり?!（男子生徒）
- 悪役令嬢レベル99 〜私は裏ボスですが魔王ではありません〜（兵士B、アラスター）
- WIND BREAKER（2024年 - 2025年） - 2シリーズ
- バーテンダー 神のグラス（西沢弘幸）
- アイドルマスター シャイニーカラーズ（DJ、MC） - 2シリーズ
- 黒執事 -寄宿学校編-（学生、生徒）
- Lv2からチートだった元勇者候補のまったり異世界ライフ（兵士）
- 刀剣乱舞 廻 -虚伝 燃ゆる本能寺-（家臣）
- 神は遊戯に飢えている。（使徒）
- 異世界スーサイド・スクワッド（デッドショット）
- 異世界失格（転移者、チンピラ）
- 2.5次元の誘惑（男子生徒B）
- 天穂のサクナヒメ（兎鬼、男）
- ATRI -My Dear Moments-（襲撃犯）
- 魔王軍最強の魔術師は人間だった（盗賊B）
- トリリオンゲーム（2024年 - 2025年、半グレ、ゴップロの黒服、DB役員）
- ソードアート・オンライン オルタナティブ ガンゲイル・オンラインII（プレイヤー）
- 村井の恋（肝ノ守）
- 嘆きの亡霊は引退したい（テージ）
- 神之塔 -Tower of God- 工房戦（ポール、マドラコの側近）

2025年
- 青の祓魔師 終夜篇（祓魔師）
- わたしの幸せな結婚
- SAKAMOTO DAYS（男、ディーラー）
- ババンババンバンバンパイア（坂本龍馬）
- 異修羅（黄都兵）
- ボールパークでつかまえて!（「厚盛」店長）
- 最強の王様、二度目の人生は何をする?（カデル）
- 鬼人幻燈抄（酒屋客）
- 人妻の唇は缶チューハイの味がして（タケシ） - オンエア版
- 9-nine- Ruler’s Crown（男子生徒）

### 劇場アニメ
- ノーゲーム・ノーライフ ゼロ（2017年、幽霊たち）
- アイの歌声を聴かせて（2021年、ラボ員）
- 駒田蒸留所へようこそ（2023年、湖国酒造 所長）
- コードギアス 奪還のロゼ（2024年、ネオ・ブリタニア兵、市民）

### OVA
- ストライク・ザ・ブラッド（2019年 - 2020年、副長、獣人、ラジオ音声） - 2シリーズ
- 転生したらスライムだった件（2020年、部下D） - 漫画版第14 - 16巻OAD付き限定版

### Webアニメ
2010年代
- うごくまんが デジコロ でんじゃらずじーさん邪（2017年）
- モンスターストライク（2018年、国民）
- ULTRAMAN（2019年、美濃）
- ガンダムビルドダイバーズRe:RISE（2019年、ガザ3兄弟 次男）

2020年代
- 攻殻機動隊 SAC_2045（2020年、レイディストRB、SP）
- 極主夫道（2021年、舎弟、ヤクザB）
- 月曜日のたわわ2（2021年、屈強な男P、男子生徒、空港の男性客、牧場のお客さん、歓声 他）
- 風都探偵（2022年、舎弟）
- 境界戦機 極鋼ノ装鬼（2023年、オセアニア軍指揮官）
- ガンダムビルドメタバース（2023年、隣人）
- 転生したらスライムだった件 コリウスの夢（2023年、テドロン）
- モンスターストライク エル 堕天の覚醒（2024年、歴史の先生）
- ヤミカラスと真夜中のぼうけん（2025年、ヤドラン）

### ゲーム
2017年
- エンドライド -X fragments-
- 無双☆スターズ
- ダンジョンに出会いを求めるのは間違っているだろうか 〜メモリア・フレーゼ〜
- ぷよぷよ!!クエスト（2017年 - 2020年、サゴ、フレッド、リュード）
- コール オブ デューティ ワールドウォーII

2018年
- 【18】キミト ツナガル パズル（アメリカン武士マイケル、音速忍者ハヤテ）
- ファイトリーグ（アァッ投擲チャンプ クロテナ、パーフェクトペア シド、熱血トレーナー ステップ）
- モンスターストライク（2018年 - 2025年、パン・ジャジャーン、ドドッカリー、コーディリア&リア〈リア〉、カティーカ・ドラゴン、久遠〈リューキィ〉、磯撫）
- ライフ イズ ストレンジ ビフォア ザ ストーム（スタン・スタンウィック）
- 英雄伝説 閃の軌跡IV -THE END OF SAGA-（イーグレット伯爵）

2021年
- ジャックジャンヌ

2022年
- ポケモンメザスタ（ヨウイチ）

2023年
- ヘブンバーンズレッド（習志野ドーム住人）
- BLUE PROTOCOL（2023年）
- ファイナルファンタジーXVI

2024年
- 龍が如く8
- エクスアストリス（流民3号）
- ライドカメンズ
- 恋は職場で（長妻史彦）
- アラド戦記（クラディス）

### ドラマCD
- THE IDOLM@STER SideM NEW STAGE EPISODE 03 Jupiter（2020年、吉田P・スタッフ）

### 吹き替え

#### 映画
- FOUND ファウンド（ドナルド牧師）
- ワイルド・シティ（チンプラ）
- ベン・ハー
- ジャングル ギンズバーグ19日間の軌跡（ドン）
- ジュラシック・ユニバース（メイソン兄）
- シークレット・ウォー ナチス極秘計画（カミンスキー〈エド・ウェストウィック〉）
- マスター・オブ・カンフー（フォ・ユァンジア〈フー・グオファン〉）

#### ドラマ
- 三国志〜趙雲伝〜（テイイク）
- 被告人（ユン・テス）
- Unsolved: 未解決ファイルを開いて（バントリー）
- ロスト・イン・スペース（スミス）

#### ドキュメンタリー
- ディファイアント・ワンズ:ドレー&ジミー（トレント）

### デジタルコミック
- 真実の愛を見つけたと言われて婚約破棄されたので、復縁を迫られても今さらもう遅いです!（2023年、通行人[47]）

### ナレーション

#### テレビ番組
- 24時間まるごと 2016年を振り返る大晦日（日本映画専門チャンネル）
- FOXスポーツ バスケットボール Bリーグ
- FOXリゾート セドナ

#### CM
- 日本中央競馬会
- Paravi（番組宣伝）
- オリエンタルバイオ（インフォマーシャル）
- メルシーフラワー

#### PV
- 第二回カワウソゥ選挙
- ZAIZEN
- マンダム ギャツビー
- ホットペッパービューティー
- カラオケ配信プログラム
- 『ゴールデンエッグ』1巻発売記念PV（2023年、吉崎[48]）

#### VP
- ENEOSフロンティア
- 損害保険ジャパン日本興亜
- カネミツ
- 富士見環境センター
- アサヒビール
- キングジム
- 三菱電機ビルテクノサービス
- ニコニコ動画 カーグッズフォーカス

### ボイスオーバー
- NEWS23（TBSテレビ）
- 週刊ニュースリーダー（テレビ朝日）
- 世界遺産（TBSテレビ）

### その他コンテンツ
- CR G1 DREAM（パチスロ）
- CRぱちんこウルトラセブン（パチスロ）
- ゲート 自衛隊 彼の地にて、斯く戦えり（パチスロ）
- レゴ シティ（ミニアニメ）

### シリーズ一覧
1. ↑  第3期後半『餐ノ皿 遠月列車篇』（2018年）、第4期『神ノ皿』（2019年）
2. ↑  第1期（2018年）、第2期第1部（2021年）
3. ↑  第1期（2019年）、第2期『かぐや様は告らせたい？〜天才たちの恋愛頭脳戦〜』（2020年）
4. ↑  第1クール（2019年）、第2クール（2019年）
5. ↑  第1期（2019年）、第2期『弐ノ章』（2020年）
6. ↑  第1期（2019年）、第2期（2021年）、テレビスペシャル『龍水』（2022年7月10日）、第4期『SCIENCE FUTURE』第2クール（2025年）
7. ↑  第1期（2020年 - 2021年）、第2期『みっくす！』（2021年）
8. ↑  第2期『2nd season』前半クール（2020年）、第2期『2nd season』後半クール（2021年）、第3期『3rd season 襲撃編』（2024年）、第3期『3rd season 反撃編』（2025年）
9. ↑  第2期『II』（2019年）、第3期『III』（2020年）
10. ↑  『業』（2020年 - 2021年）、続編『卒』（2021年）
11. ↑  第2期『来訪者編』（2020年）、第3期（2024年）
12. ↑  第1クール（2021年）、第2クール（2021年）
13. ↑  Season1（2021年）、Season2（2021年）、続編『will+Dress』Season1（2022年）、続編『will+Dress』Season2（2023年）、続編『will+Dress』Season3（2023年）、続編『Divinez』デラックス編（2025年）
14. ↑  第1クール（2021年）、第2クール（2021年 - 2022年）
15. ↑  第1期（2021年）、第2期（2023年）
16. ↑  第1期（2021年）、第3期（2024年）
17. ↑  第1クール（2023年）、第2クール（2024年）
18. ↑  Season 1（2024年）、Season 2（2025年）
19. ↑  1st season（2024年）、2nd season（2024年）